# نووآلتی‌بایوو
نووآلتی‌بایوو (انگلیسی: Novoaltybayevo) یک شهرک در شهرستان بورایفسکی باشقیرستان کشور روسیه است.